# Ачичаев, Алым Адамович
Алы́м Ада́мович Ачича́ев (17 мая 1949 года, Казахская ССР, СССР) — советский штангист, чемпион СССР (1975—1977), обладатель Кубка СССР (1975), мастер спорта СССР международного класса, первый чеченец, ставший чемпионом СССР по тяжёлой атлетике.

## Биография
Родился в депортации в Казахстане 17 мая 1949 года. Его отец, учитель математики, погиб в 1963 году в дорожной аварии. Алыму, как старшему из детей в семье, пришлось взять на себя заботу о двух своих братьях и двух сёстрах.
Самостоятельно начал заниматься спортом. Вместе с другом вставал задолго до рассвета, бегал кроссы, занимался на турнике, поднимал тяжести, ходил на борьбу в школьную секцию.
В 1967 году был призван в армию. Службу проходил в Благовещенске. После окончания службы уехал в Хабаровск, где стал работать на кораблестроительном заводе. Начал заниматься тяжёлой атлетикой под руководством Александра Дмитриевича Алексеенко. Для полноценности тренировок перешёл на завод «Амуркабель», которому принадлежал зал тяжёлой атлетики.
Через год после начала тренировок стал чемпионом Хабаровского края, а в 1972 году выполнил норматив мастера спорта.
В 1973 году на чемпионате России в городе Шахты получил «баранку» (нулевой результат) и выбыл из участия в соревнованиях. После окончания соревнований к нему подошёл Рудольф Плюкфельдер и предложил тренироваться у него. Ачичаев принял приглашение и переехал в Шахты.
В 1974 году на чемпионате СССР Ачичаев занял 7-место с суммой 335 кг (150+185). Затем выиграл ряд крупных турниров, в частности, первенство ВЦСПС и ЦС «Труд». 28 апреля 1975 года в Балашихе в финале VI летней Спартакиады народов России победил с суммой 365 кг (160 + 205).
15 декабря 1975 года в Челябинске выиграл Кубок СССР в категории до 100 кг с суммой 370 кг. Там же, в рамках чемпионата СССР в отдельных упражнениях, стал чемпионом страны в толчке с результатом 207,5 кг.
На чемпионате СССР в Караганде 15 мая 1976 года победил в рывке (172,5 кг) и в сумме двоеборья (380 кг), выполнив при этом норматив мастера спорта СССР международного класса.
После победы к Ачичаеву подошёл Плюкфельдер вместе с тренером ЦСКА Стоговым. «Я, благодаря тебе, выиграл у него спор», — смеясь, сказал Плюкфельдер. Оказывается, на чемпионате России в Шахтах Стогов и Плюкфельдер поспорили. Стогов утверждал, что Плюкфельдер забирает себе самых талантливых и перспективных спортсменов, а из них сделать чемпионов несложно. Другое дело из слабого спортсмена сделать чемпиона. Плюкфельдер обещал сделать чемпиона из кого угодно. Тут на глаза Стогову попался Ачичаев, только что получивший «баранку».
Весовой категории до 100 кг не было в программе соревнований грядущей Олимпийских игр в Монреале, поэтому Ачичаев не смог принять в ней участие.
13 декабря 1976 года в Первоуральске состоялись Кубок СССР и чемпионат СССР в отдельных упражнениях. Ачичаев выиграл соревнования в рывке с результатом 172,5 кг. Также он выиграл состоявшийся в Караганде отборочный турнир к чемпионату мира, опередив серебряного призёра Владимира Козлова на 15 кг.
Отношения с Плюкфельдером стали натянутыми. Ачичаев переехал в Днепродзержинск и убедил своего первого тренера Александра Алексеенко переехать из Хабаровска к нему. Алексеенко нашёл для себя на новом месте работу, жильё и супругу.
18 декабря 1977 года на чемпионате и Кубке СССР в отдельных упражнениях занял первое место в рывке с результатом 172,5 кг. На чемпионате СССР 1978 года в Киеве Алым стал вторым после Сергея Аракелова из Краснодара. В конце 1979 года, подняв на своих последних соревнованиях в Киеве 405 кг (177,5 + 227,5), Ачичаев ушёл из спорта и занялся тренерской работой.
В 1986 году вернулся в Чечено-Ингушетию. Был тренером ДЮСШ, подготовил много перворазрядников и кандидатов в мастера спорта, таких как Умар Эдельханов.

## Достижения
- Обладатель Кубка СССР 1975 года, сумма двоеборья 370 кг.
- Чемпион СССР 1975 года в толчке (207,5 кг).
- Чемпион СССР 1976 года в рывке (172,5 кг) и сумме (172,5+207,5=380).
- Чемпион СССР 1977 года в рывке (172,5 кг).
- Серебро на чемпионате СССР 1978 года в сумме (172,5+210=382,5).

## Семья
Братья Ачичаева Ахмад и Магомед переехали к нему на Украину, стали тренироваться у него, и также добились серьёзных успехов в тяжёлой атлетике.
Ахмад Ачичаев выступал в категории до 100 кг, установил четыре мировых рекорда для юниоров, выиграл первенство страны, стал серебряным призёром чемпионатов Европы и мира, выполнил норматив мастера спорта международного класса. В 1985 году в Волгограде он стал чемпионом СССР с результатом 390 кг (175 + 215). В ноябре 1986 года во Львове, выступая в категории до 110 кг, выиграл чемпионат Советской Армии и Военно-Морского флота, подняв в сумме 432,5 кг (192,5 + 240).
Магомед на тренировках выполнял норматив мастера спорта международного класса, но накануне соревнований получил травму и вынужден был оставить спорт.

## Личные качества
Как отмечает Муслим Гапуев, руководитель информационно-аналитического центра Совета профсоюзов ЧР, Ачичаев обладает чувством юмора. Так, на одном из турниров в Польше Ачичаеву вручили приз как самому весёлому штангисту.